# Italiaanse kaneelsikkelmot
De Italiaanse kaneelsikkelmot (Metalampra italica) is een vlinder uit de familie sikkelmotten (Oecophoridae). De wetenschappelijke naam is voor het eerst geldig gepubliceerd in 1977 door Baldizzone.
De soort kan makkelijk verward worden met de kaneelsikkelmot (M. cinnamomea), maar is wat lichter van kleur en scherper getekend. 
De soort komt voor in Europa, waaronder in Nederland en België, waar de soort een opmars heeft gemaakt. De eerste waarneming uit Nederland stamt uit 1985.